# Shahrestān-e Jūybār
Shahrestān-e Jūybār (persiska: شهرستان جويبار, جويبار) är en delprovins (shahrestan) i Iran.   Den ligger i provinsen Mazandaran, i den norra delen av landet, 170 km nordost om huvudstaden Teheran.
Delprovinsen hade 77 576 invånare 2016.